# مجموعة أم تي واي للأغذية
مجموعة أم تي واي للأغذية (بالإنجليزية:MTY Food Group) هي شركة كندية صاحبة امتياز ومشغلة للعديد من المطاعم غير الرسمية ، والمطاعم السريعة غير الرسمية ، ومطاعم الخدمة السريعة التي تعمل تحت أكثر من 70 اسمًا تجاريًا، بعضها من خلال شركات تابعة مملوكة بالكامل.  يقع مقرها الرئيسي في حي سان لوران في مونتريال ، كيبيك، وقد بلغ عدد منافذ البيع التي تحمل علامات MTY التجارية 5500 في عام 2017. ستانلي ما هو مؤسس المجموعة ورئيسها ومديرها التنفيذي. تشمل العلامات التجارية لمجموعة مجموعة أم تي واي للأغذية: تاي اكسبريس ، و كونتري ستايل ، وجروب فالنتاين، وفانيليز ، و إكستريم بيتا ، وكاشرز، ولا كريمر، وسوشي شوب، وفيجريما، وكافيراما، وأوبرجر، وتيكي مينج، وفي & نام، وأو فيو دولوث إكسبرس، وفرانكسوبريمي، وتشكنشيك. ، كرواسون بلس، كويا جابان، كيم تشي، بانيني، تندوري، توتي فروتي، فيلا المدينة للمأكولات المتوسطية، سوكيياكي، تاكو تايم ، يوجين فروز ، والفرع الكندي لـتي كيه بي إي .
وقد تضاعف عدد مواقع المطاعم التي تستخدم هذه الأسماء التجارية بين عامي 2007 و2010  منذ افتتاح أول مطعم تيكي مينج عام 1984، أطلقت أم تي واي عشر علامات تجارية واستحوذت على أكثر من عشرين علامة تجارية أخرى. كما تعمل أربع من سلاسل المطاعم – فانيلي وكافيراما وسوكيياكي ولا كريميير – في الشرق الأوسط .  كان هناك قسم للكمبيوتر والتكنولوجيا يُسمى جولد تك كومبيوتر سيستمز.، ولكن تم فصله في عام 2003، وأعاد تسمية نفسه باسم أم تي واي فوود جروب أو مجموعة أم تي واي للأغذية. 
في عام 2017، كانت معظم مطاعمها موجودة في مراكز التسوق وصالات الطعام في السينما مع وجود مطاعم أخرى في المتاجر الصغيرة . ولكن بحلول عام 2019، كان 22% فقط من متاجرها موجودة في صالات الطعام.  تدين الشركة بالكثير من نموها إلى عمليات الاستحواذ على الشركات (في عام 2013، كان 80 بالمائة من نمو إيرادات الشركة يعزى إلى عمليات الاستحواذ).    وهي تعمل في كندا والإمارات العربية المتحدة والأردن والمغرب، وفي عام 2009 زادت إيرادات رسوم الامتياز بنسبة 75 بالمائة.   انضمت إلى بورصة تورنتو كشركة خالية من الديون في يونيو 2010. قبل ذلك، تم تداولها في بورصة تسكس فينشر لمدة 15 عامًا تحت أربعة أسماء مختلفة.   
ومن بين وحداتها الكندية البالغ عددها 2700 وحدة، 98 بالمائة مملوكة لأصحاب الامتياز (فرانشايز).